# Río Grande, Villa Corzo
Río Grande är en ort i Mexiko.   Den ligger i kommunen Villa Corzo och delstaten Chiapas, i den sydöstra delen av landet, 800 km sydost om huvudstaden Mexico City. Río Grande ligger 704 meter över havet och antalet invånare är 235.
Terrängen runt Río Grande är lite kuperad. Runt Río Grande är det glesbefolkat, med 19 invånare per kvadratkilometer. Närmaste större samhälle är San Pedro Buenavista, 13,7 km väster om Río Grande. Omgivningarna runt Río Grande är en mosaik av jordbruksmark och naturlig växtlighet.